# Universitat de Montana
La Universitat de Montana, The University of Montana,(UM) és una universitat pública situada a Missoula, estat de Montana, Estats Units. Va ser fundada l'any 1893. El seu campus principal es troba als peus del Mont Sentinel.
Aquesta universitat s'anomena ella mateixa com una "ciutat dins una ciutat," i conté els seus propis restaurants, instal·lacions mèdiques, serveis de correus, departament de policia i ZIP code. Compta amb 12.922 estudiants (2015) i un pressupost de $345 milions

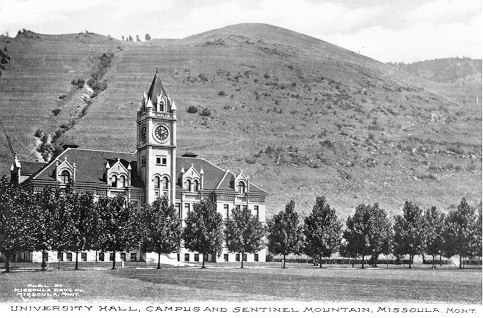
University (Main) Hall cap a 1900

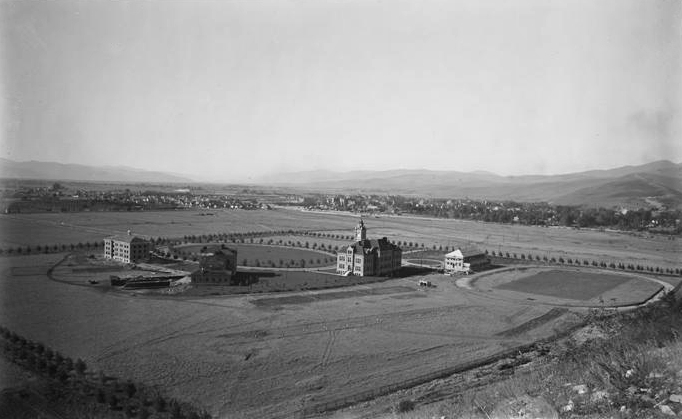
Universitat d Montana cap a 1900

## Facultats i escoles
La Universitat de Montana té 11 colleges i escoles: College of Humanities & Sciences; Phyllis J. Washington College of Education and Human Sciences; College of Forestry and Conservation; College of Health Professions and Biomedical Sciences; College of Visual and Performing Arts; UM School of Law; UM School of Business; UM School of Journalism; UM School of Extended and Lifelong Learning; Missoula College and the Bitterroot College.